# Animoto
Animoto és un aplicació on line de creació de vídeos que produeix vídeos a partir de fotografies, text escrit, altres clips i els afegeix música. Animoto pot ser utilitzat de múltiples maneres dins l'àmbit educatiu. Els estudiants poden utilitzar l'eina per presentar un treball. Un mestre pot utilitzar un vídeo per fer una introducció a una lliçó. Un mestre també podria utilitzar l'eina per ensenyar un concepte o una eina a altres educadors.